# Kruševica (miasto Prokuplje)
Kruševica (cyr. Крушевица) – wieś w Serbii, w okręgu toplickim, w mieście Prokuplje. W 2011 roku liczyła 19 mieszkańców.